# Particulă (gramatică)
În lingvistică, particula este un element de limbă invariabil, tratat în mod diferit în gramaticile a diverse limbi, ba chiar și de diversele orientări lingvistice referitoare la aceeași limbă.
Particulă se numea deja în Antichitate orice cuvânt invariabil. Abia în anii 1960 au apărut preocupări în lingvistica rusă și în cea germană legate de acele cuvinte invariabile care nu sunt adverbe ce exprimă părți de propoziție, și nici nu îndeplinesc alte roluri sintactice, adică nu sunt prepoziții sau conjuncții. Înainte de aceste preocupări, astfel de cuvinte, nepotrivindu-se în sistemul tradițional al părților de vorbire, erau socotite dubioase din punct de vedere stilistic și nerecomandate. Cu toate acestea, odată cu o abordare tot mai pragmatică în lingvistică, aceste cuvinte au fost cele studiate ca particule.
Pe de altă parte, s-a observat că sunt limbi sărace în particule și limbi bogate în asemenea cuvinte. Limba franceză este printre primele, iar germana printre cele din urmă. De aceea, inclusiv în gramaticile uzuale ale germanei și ale altor limbi, particula în sensul ei modern este tratată ca o parte de vorbire aparte, pe când în gramaticile francezei și ale românei nu este vorba despre cuvinte particule.

## Particula în gramatici ale limbii române
Privitor la limba română, gramaticile tradiționale consideră particula un „segment invariabil atașat la sfârșitul unui cuvânt sau al unei forme flexionare”, ori un „element lingvistic invariabil de diferite origini, cu corpul fonetic redus, atașat unui cuvânt ca întăritor al sensului acestuia”. În limba română standard există două asemenea particule:
- particula -a:

- la numeralele ordinale: al doilea;
- la pronumele demonstrative și la formele postpuse ale adjectivelor pronominale demonstrative: acesta, copacul acesta;
- la forma de genitiv-dativ al pronumelui interogativ și relativ care, precum și la forma postpusă a adjectivelor pronominale corespunzătoare: căruia;
- la variantele unor adverbe: aicea, atuncea, acuma;

- particula -și – la pronumele demonstrativ de identitate: același.

În graiuri există și alte particule: colo-șa, ici-șa, acolo-ia.

## Particula în gramatici ale limbii franceze
În unele gramatici tradiționale ale limbii franceze sunt numite particule elementele -ci și -là adăugate la pronumele demonstrative și la substantivele determinate de adjectivele demonstrative, care marchează în principiu apropierea, respectiv depărtarea: celui-ci „acesta”, ce garçon-là „băiatul acela”.

## Delimitarea particulei ca parte de vorbire
Concepția că particule sunt toate cuvintele invariabile, adică adverbele, prepozițiile, conjuncțiile și interjecțiile, este veche și cea mai largă despre aceste cuvinte. În sensul cel mai restrâns, particule sunt numai cuvintele cu funcție modală care, considerate singure, nu răspund la nicio întrebare. Între aceste două concepții există diverse viziuni intermediare. Bussmann 1998, de exemplu, menționează și el sensul larg tradițional, cuprinzând și alte cuvinte invariabile care nu sunt niciuna din aceste părți de vorbire. Pentru el, în sens restrâns, particule sunt interjecțiile, cuvintele negative, cuvintele numite particule modale, cele numite particule de gradare și conectorii.
Helbig 1994 menționează de asemenea sensul larg dat mai sus noțiunii de particulă. În sensul restrâns pe care i-l dă el, particule sunt acele cuvinte care sunt incluse în părțile de vorbire tradiționale, dar care în anumite contexte nu au funcție sintactică la nivelul sintagmei, propoziției sau al frazei, ci doar funcție modală sau/și pragmatică. Pe lângă particulele modale, ia în seamă și alte tipuri de particule care corespund acestui criteriu.
Crystal 2008 numește particule cuvinte care nu intră în celelalte clase de cuvinte invariabile, dând ca exemple cuvântul englezesc to identic cu prepoziția to, dar folosit ca marcă a infinitivului, cuvântul negativ not „nu”, cuvintele folosite cu așa-numitele „verbe frazale” (come in „a intra”, get up „a se scula”) și conectorii, pe care îi numește și particule pragmatice: you know „știi”, I mean „vreau să spun”.

### Particula și modalizatorul
Unii lingviști includ în clasa particulelor și cuvinte neflexibile care sunt considerate de alții modalizatori. De exemplu, Čirgić 2010 o face folosind chiar termenul corespondent, modifikator ca sinonim al termenului „particulă modală”. Alții nu folosesc un termen aparte, ci le includ în subclasa particulelor modale, iar alții le includ printre particule în general, fără să le dea o denumire aparte.
În lingvistica maghiară, modalizatorul a fost considerat parte de vorbire aparte începând cu sfârșitul anilor 1960 și includea și ceea ce mai târziu a fost delimitat ca particulă. Kugler delimitează modalizatorul de particulă prin gradul lor de autonomie. Modalizatorul, pe lângă faptul că poate fi inclus într-o propoziție completă (hu  Géza biztosan eltalálta a célt „Cu siguranță, Géza a nimerit ținta”), poate constitui și singur o propoziție neanalizabilă, răspunzând la o întrebare totală, așa cum răspunde la o asemenea întrebare da sau nu: – Géza eltalálta a célt? – Biztosan „– Géza a nimerit ținta? – Cu siguranță”. Dimpotrivă, particula nu poate funcționa singură și nu răspunde la niciun fel de întrebare.
Și alți autori disting particulele de cuvintele pe care alții le numesc modalizatori, considerând aceste cuvinte niște adverbe aparte, care funcționează în cadrul propoziției, dar nu determină un singur element al ei, ci modifică sensul întregii propoziții.

## Categorii de particule
Problema categorizării particulelor considerate parte de vorbire aparte, eventual împreună cu modalizatorii, este tot atât de complexă ca și cea a delimitării lor, ceea ce se vede din propunerile diverse ale lingviștilor.

### În gramatici ale limbii germane
În gramatici ale limbii germane se găsesc ca subclase:
- particule modale sau de nuanțare: Der ist vielleicht ein Spinner! „Ăsta poate-i nebun!”[21];
- particule de gradare sau de intensitate: Sie hat sehr gut gespielt „(Ea) a jucat foarte bine”[22];
- particule comparative: Er ist größer als/als wie/wie/wan ich „El este mai mare decât mine”[23];
- particule de focalizare: Ich habe nur zwei Bonbons gegessen „Am mâncat doar două bomboane”[24];
- particule de răspuns: Eben! „Exact!”[25];
- particule negative: Ich habe ihn nicht gesehen „Nu l-am văzut”[26];
- particula de infinitiv: Sie begannen schön zu tanzen und singen „Au început să danseze și să cânte frumos”[27].

### În gramatici ale diasistemului slav de centru-sud
În gramatici ale limbilor standard din diasistemul slav de centru-sud (sârbă, croată, muntenegreană), unele categorii de particule sunt luate în seamă de mai mulți autori, dar sunt și categorii considerate numai de unul sau altul din ei. Categorii de particule:
- modale (Moldovan 1996 și Čirgić 2010 le numesc așa, cel din urmă numindu-le și modifikatori, Barić 1997 și Klajn 2005 le descriu numai și le exemplifică): On to, naravno, nije ni mogao znati „Firește, el nici nu putea să știe asta”[28];
- interogative (Moldovan, Barić, Klajn, Čirgić): Dolaziš li sutra? „Vii mâine?”[14];
- afirmative (Moldovan, Barić, Klajn, Čirgić): – Hoće li i oni śutra doći? – Da, doći će! „– Vor veni și ei mâine? – Da, vor veni” sau – Da![29];
- negative (Moldovan, Barić, Klajn, Čirgić): Hvala, ne „Mulțumesc, nu” (particulă disjunctă), Ne pušim „Nu fumez” (particulă conjunctă)[30];
- de întărire (Moldovan, Barić, Klajn, Čirgić): Putovao je čak u Kinu „A călătorit chiar și în China”[28];
- imperative (Moldovan, Klajn, Čirgić): Oni neka dođu! „Ei să vină!”[31];
- prezentative (Moldovan, Klajn, Čirgić): Eno starica pred vratima „Uite bătrâna în fața ușii”[14];
- exprimând o posibilitate de alegere nelimitată, indiferență sau o concesie, formatoare de sintagme nehotărâte corespunzătoare în română elementului prim ori- (Barić, Klajn, Čirgić): ma gde „oriunde”, kako god „oricum”, bilo kakav „de orice fel”, makar koji „oricare”[32]; Što se god dogodi, vas se to ne tiče „Orice s-ar întâmpla, pe voi nu vă privește”[28];
- limitative (Moldovan, Čirgić): Samo ti možeš da mi pomogneš „Numai tu mă poți ajuta”[33];
- exclamative (Moldovan, Klajn): Ala smo se lepo proveli! „Ce frumos am petrecut!”[33];
- volitive (Moldovan, Klajn):

- în favoarea vorbitorului: Samo da mi se on vrati! „De s-ar întoarce la mine!”;
- în favoarea destinatarului (urare): Neka vam nova godina bila srećnija „Să aveți un an nou mai fericit”;

- de gradare: mnogo veći „mult mai mare”, malo gluv „un pic surd”, dosta dobro „destul de bine”, gotovo svi „aproape toți”[31].

Barić 1997 și Klajn 2005 includ printre particule și așa-numitele cuvinte de umplutură, nepurtătoare de informație, care îi servesc vorbitorului să câștige timp de gândire, sau sunt ticuri verbale, de exemplu: Bio sam tamo pa, ovaj, nisam vidio ništa „Am fost acolo și, păi, n-am văzut nimic”.
Čirgić 2010 tratează ca parte de vorbire aparte conectorii, dar Klajn 2005 îi include printre particule: Lekovi treba uzimati uz jelo. Naime, lekari kažu… „Medicamentele trebuie luate în timpul meselor. Adică medicii spun…” (conector între propoziții independente), Zbilja, šta je bilo s tvojom diplomom? „Apropo, ce a fost cu diploma ta?” (cuvânt introductiv al unei teme noi în conversație).
Čirgić include printre particule și sintagme: bez sumnje „fără îndoială”, na svu sreću „din fericire”. Barić 1997 face la fel cu sintagme și propoziții: Vi to, na sreću, niste osjetili, ali ja, kažem vam, i te kako jesam „Voi, din fericire, n-ați simțit asta, dar eu am simțit-o, v-o spun eu”. După Moldovan, și o propoziție neanalizabilă contează ca particulă dacă este un răspuns afirmativ la o întrebare negativă: – Zar ti ne dolaziš na utakmicu? – Kako da ne! Dolazim „– Tu nu vii la meci? – Cum să nu! Vin”.

## În gramatici ale limbii maghiare
În literatura de specialitate referitoare la limba maghiară se găsesc de asemenea mai multe specii de particule. Kugler 1998, de exemplu, stabilește două categorii principale, fiecare cu mai multe subcategorii: 
- particule modal-pragmatice:

- indicatoare de valori modale de bază:

– interogative: Akkor holnap találkozunk, ugye? „Atunci ne întâlnim mâine, nu-i așa?”;
– volitive: Bárcsak találkoznék Máriával! „Numai de m-aș întâlni cu Mária!”;
– de cerere a permisiunii: Hadd vigyem én azt a kosarat „Las’ să duc eu coșul acela”;
- de nuanțare:

– de întărire: Hallottam ám a dologról „Am auzit eu de treaba asta”;
– de atenuare: Neki ugyan mondhatod! „Lui/Ei poți să-i tot spui!”;
– de limitare: Éppenséggel ez is elképzelhető „Eventual ne putem imagina și asta”;
– afective: Gyere már! „Vino odată!” (exemplu cu exprimarea nerăbdării).
- particule propoziționale:

- de aproximare: Mindössze két kilométert kell gyalogolnunk „Trebuie să mergem pe jos nu mai mult de doi kilometri”;
- de gradare: Elég izgalmas „E destul de incitant”;
- de scoatere în evidență a unei părți din propoziție: Az üzletben csak a könyvet néztem meg „În magazin doar la carte m-am uitat” vs. Az üzletben a könyvet csak megnéztem „În magazin doar m-am uitat la carte” (subînțeles „n-am cumpărat-o”).